# The Fortified House in Scotland
The Fortified House in Scotland ist ein fünfbändiges Buch des 
schottischen Autoren Nigel Tranter.
Geschrieben zwischen 1962 und 1970, umfasst es fast 700 Gebäude in Schottland, die generell unter die Bezeichnung „Kastelle, kleinere Burgen, Wehrtürme und befestigte Gutsherrenhäuser“ fallen. Tranter illustrierte jedes Beispiel mit Füller und Feder.
Die Arbeit war eine Erweiterung von The Fortalices and Early Mansions of Southern Scotland 1400-1650, das Tranter in den 1930er Jahren geschrieben hatte. Allerdings ist vieles seiner Arbeit nicht mehr im Einklang mit der heutigen Forschung. Die ersten vier Ausgaben wurden von Oliver & Boyd, das vierte von W. & R. Chambers veröffentlicht. Tranters Arbeit wurde 1977 und 1986 von James Thin neuaufgelegt, mit dem Abdruck The Mercat Press, zu denen Tranter einige Überarbeitungen machte. Die zusätzlichen Vermerke, die in dem ursprünglich fünften Band geführten Vermerke wurden über ihre entsprechenden Bände neu verteilt.

## Ausgaben
- Volume 1: South East Scotland (1962)
  - West Lothian, Midlothian, East Lothian, Peeblesshire, Roxburghshire, Selkirkshire und Berwickshire
- Volume 2: Central Scotland (1963)
  - Stirlingshire, Fife, Kinross-shire, Perthshire und Clackmannanshire
- Volume 3: South West Scotland (1965)
  - Renfrewshire, Lanarkshire, Ayrshire, Wigtownshire, Kirkcudbrightshire and Dumfriesshire
- Volume 4: Aberdeenshire, Angus and Kincardineshire (1966)
- Volume 5: North and West Scotland and Miscellaneous (1970)
  - Inverness-shire, Nairnshire, Banffshire, Moray, Caithness, Sutherland, Ross and Cromarty, Argyllshire, Buteshire, Dunbartonshire, Orkney und Shetland und in früheren Ausgaben nicht erschienene Gebäude.